# Bele jagt Lokai
Bele jagt Lokai (Originaltitel: Let That Be Your Last Battlefield) ist die 15. Episode der dritten Staffel der Science-Fiction-Fernsehserie Raumschiff Enterprise. Sie wurde in englischer Sprache erstmals am 10. Januar 1969 bei NBC ausgestrahlt. In Deutschland war sie zum ersten Mal am 2. Mai 1988 in einer synchronisierten Fassung bei Sat.1 zu sehen, nachdem das ZDF sie bei der deutschen Erstausstrahlung der Serie in den Jahren 1972 bis 1974 übergangen hatte.

## Handlung
Im Jahr 2268 bei Sternzeit 5730.2 ist die Enterprise unterwegs zum Planeten Ariannus, um dort bei der Eindämmung einer Krankheit zu helfen. Auf seinem Weg trifft das Schiff auf ein Shuttle, das auf Sternenbasis 4 gestohlen wurde und dessen Lebenserhaltungssysteme versagen. Das Shuttle wird an Bord geholt und der Pilot auf die Krankenstation gebracht. Zum Erstaunen von Captain Kirk, dem ersten Offizier Spock und Schiffsarzt McCoy handelt es sich um einen Mann, dessen Gesicht auf der einen Seite komplett weiß und auf der anderen komplett schwarz ist. Als er erwacht, stellt er sich als Lokai vor. Er kommt vom Planeten Cheron, der in einem weit entfernten Gebiet, ganz im Süden der Galaxie, liegt. Er bedankt sich für seine Rettung, will über seine Gründe für den Diebstahl des Shuttles aber keine genauere Auskunft geben.
Wenig später registriert Navigator Chekov ein weiteres Schiff, das sich auf Kollisionskurs mit der Enterprise befindet. Kurz vor dem Einschlag löst es sich auf und das einzige Besatzungsmitglied materialisiert auf der Enterprise. Es handelt sich um Bele, der ebenfalls von Cheron stammt und ein zweifarbiges Gesicht hat. Er gibt an, Lokai seit 50.000 Jahren zu verfolgen und verlangt dessen Auslieferung, denn er sei ein gesuchter Aufrührer. Lokai entgegnet, Bele und seine Leute hätten sein Volk versklavt und bittet um Asyl. Kirk beschließt, dass seine Mission Vorrang hat. Anschließend will er Bele und Lokai nach Sternenbasis 4 bringen, wo über ihren Fall entschieden werden soll. Damit ist Bele nicht einverstanden. Mithilfe seiner überlegenen geistigen Kräfte übernimmt er die Kontrolle über die Enterprise und lässt sie Kurs auf Cheron nehmen.
Ein Schutzschild um seinen Körper verhindert, dass Bele mit Phasern außer Gefecht gesetzt werden kann. Da Kirk ihm nicht die Kontrolle über sein Schiff überlassen will, aktiviert er eine Selbstzerstörungssequenz. Bele gibt die Kontrolle über die Schiffssysteme schließlich wieder zurück und Kirk bricht die Sequenz ab. Die Enterprise nimmt jetzt wieder Kurs auf Ariannus. Lokai versucht, einige Besatzungsmitglieder für seine Sache zu gewinnen, während Kirk sich mit dem Sternenflottenkommando berät. Beles Ersuchen um sofortige Auslieferung von Lokai wird abgelehnt, da mit Cheron keine entsprechenden Verträge abgeschlossen wurden. Bele ist verärgert, dass es Lokai anscheinend wieder gelungen sei, Verbündete zu finden, und dass er einfach nicht die natürliche Überlegenheit von Beles Volk anerkennt. Als Kirk und Spock ihn um eine genauere Erklärung bitten, meint Bele, sein Volk sei das überlegene, weil sie auf der rechten Seite schwarz sind. Lokais Volk sei hingegen auf der rechten Seite weiß. Dass diesem Unterschied eine solche Bedeutung beigemessen wird, stößt bei Kirk und Spock auf Unverständnis.
Als die Mission auf Ariannus abgeschlossen ist, will Kirk weiter zu Sternenbasis 4 fliegen, doch Bele übernimmt erneut die Kontrolle und zerstört dieses Mal auch den Selbstzerstörungsmechanismus. Das Schiff fliegt nun nach Cheron, doch als es dort ankommt, stellt Spock fest, dass keine Lebenszeichen auszumachen und alle Städte zerstört sind. Offenbar haben sich die Bewohner des Planeten in einem Bürgerkrieg gegenseitig ausgelöscht. Kirk bietet Bele und Lokai an, sich im Raum der Föderation anzusiedeln, doch die beiden bekämpfen einander, verfolgen sich durch die Gänge der Enterprise und beamen schließlich auf die Planetenoberfläche, wo Bele seine Jagd auf Lokai fortsetzt. Da sie unwillens sind, ihren Hass aufeinander abzulegen, der alles ist, was ihnen noch geblieben ist, beschließt Kirk, sie ihrem Schicksal zu überlassen und lässt Kurs auf Sternenbasis 4 setzen.

## Verbindungen zu anderen Star-Trek-Produktionen
Einige Elemente aus dieser Folge wurden in späteren Star-Trek-Produktionen wieder aufgegriffen:
- Die Selbstzerstörungssequenz der Enterprise wurde im Film Star Trek III: Auf der Suche nach Mr. Spock von 1986 fast identisch wiederholt. Beide Versionen unterscheiden sich nur dadurch, dass Scott in Bele jagt Lokai seinen Code als Dritter und im Film als Zweiter eingibt und dass im Film Chekov Spocks Rolle einnimmt. In Folge 2.01 (Die Stargazer) der Serie Star Trek: Picard von 2022 benutzt Jean-Luc Picard für eine Selbstzerstörungssequenz den gleichen Code wie Kirk.
- Im Film Star Trek VI: Das unentdeckte Land von 1991 ist der Planet Ariannus auf einer Sternenkarte verzeichnet.
- Im Film Star Trek: Treffen der Generationen von 1994 und in Folge 3.02 (Abgezogen) der Serie Star Trek: Picard aus dem Jahr 2023 ist der Planet Cheron auf Sternenkarten verzeichnet. Gemäß den Referenzwerken Star Trek: Sternenatlas[1] und Star Trek: Federation – The First 150 Years[2] ist Cheron der Ort, an dem 2160, kurz vor der Gründung der Föderation, die letzte Schlacht im Krieg zwischen der Erde und den Romulanern ausgetragen wird.

## Produktion

### Drehbuch und Regie
Drehbuchautor Gene L. Coon ließ sich in den Credits der Folge nur unter seinem Pseudonym Lee Cronin nennen.
Bele und Lokai sollten laut Coons ursprünglicher Geschichte eigentlich engel- und teufelähnliche Wesen sein. Sie als Wesen mit zweifarbiger Haut darzustellen, war eine Idee, die Regisseur Jud Taylor erst kurz vor Drehbeginn kam.

### Kostüme
Die Anzüge von Bele und Lokai wurden aus der Folge Der dressierte Herrscher wiederverwendet.
Die Darsteller von Bele und Lokai tragen während der gesamten Folge Handschuhe – wahrscheinlich, damit neben ihren Gesichtern nicht auch noch ihre Hände geschminkt werden mussten.

### Effekte
Aus Budgetgründen wurden für die Folge keine neuen Raumschiffmodelle verwendet. Für das Shuttle, das Lokai auf einer Sternenbasis gestohlen hat, wurde auf frühere Aufnahmen eines Shuttles der Enterprise zurückgegriffen. Auf dem Shuttle ist daher in der ursprünglichen Version der Folge auch deutlich die Registrierungsnummer der Enterprise zu erkennen. Erst in der Remastered Version wurde die Beschriftung geändert. Bele erhielt einfach ein „unsichtbares“ Schiff.
In die Verfolgungsjagd zwischen Bele und Lokai durch die Gänge der Enterprise wurden Aufnahmen von brennenden bombardierten Städten aus dem Zweiten Weltkrieg eingeblendet.

## Adaptionen
James Blish schrieb eine Textfassung von Bele jagt Lokai, die auf Englisch erstmals 1972 in der Geschichtensammlung Star Trek 5 erschien. Die deutsche Übersetzung erschien 1972.

## Rezeption
Bele jagt Lokai wird allgemein als eine gute bis mittelmäßige Folge der Serie betrachtet.
James Rundle führte Bele jagt Lokai 2010 auf SciFiNow in einer Auflistung der zehn besten Folgen von Raumschiff Enterprise auf Platz 9.
Trekmovie führte Bele jagt Lokai 2012 in einer Liste der zehn wichtigsten Star-Trek-Folgen zum Thema Toleranz auf Platz 1.
Sven Harvey zählte Bele jagt Lokai 2015 auf der Website Den of Geek als eine der 25 besten Folgen der beiden Serien Raumschiff Enterprise und Die Enterprise.
Aaron Couch und Graeme McMillan erstellten 2016 anlässlich des 50-jährigen Jubiläums von Star Trek in Zusammenarbeit mit verschiedenen Beteiligten aus dem Franchise für den Hollywood Reporter eine Liste der 100 besten bis dahin ausgestrahlten Folgen. Bele jagt Lokai wurde hierbei auf Platz 11 gewählt.
Patrick Cooley führte Bele jagt Lokai 2017 in einer Liste der 25 besten bis dahin ausgestrahlten Star-Trek-Folgen auf Platz 11.
Silas Lesnick listete Bele jagt Lokai 2018 in einer Aufstellung der 20 besten Folgen von Raumschiff Enterprise auf Platz 12.
Paul Rowe listete Bele jagt Lokai 2020 auf popmasters.com in einer Aufstellung der 20 besten Folgen von Raumschiff Enterprise auf Platz 19.
Ryan Britt führte Bele jagt Lokai 2021 auf der Website Den of Geek als eine von zehn Raumschiff-Enterprise-Folgen, die das Franchise am besten definieren.
Christian Blauvelt listete Bele jagt Lokai 2022 auf hollywood.com in einem Ranking aller 79 Raumschiff-Enterprise-Folgen auf Platz 32.
Die Folge wurde aber auch häufig dafür kritisiert, dass ihre Rassismus-Allegorie zwar ein gut gemeinter Versuch war, letztlich aber daran scheitert, dass Rassismus hier zu vereinfachend als eine vor allem individuelle Einstellung präsentiert und systemische Diskriminierung kaum behandelt wird.

## Parodien und Anspielungen
In Folge 2.10 (Reds Geburtstag) der Sitcom Die wilden Siebziger von 1999 läuft diese Folge im Fernsehen.
In der Zeichentrickserie Futurama gab es zwischen 2002 und 2013 in mehreren Folgen Anspielungen auf Bele jagt Lokai.
In Folge 3.20 (Die letzte Schlacht, Teil 2) der Zeichentrickserie Ben 10: Alien Force von 2010 gibt es eine Anspielung auf die Selbstzerstörungssequenz aus Bele jagt Lokai.
In Folge 4.21 (Souvlaki statt Pizza) der Sitcom The Big Bang Theory von 2011 nennt Sheldon Bele jagt Lokai als Inspiration für seine Mitbewohner-Vereinbarung.
In Folge 26.10 (Der Mann, der als Dinner kam) der Zeichentrickserie Die Simpsons von 2015 werden im Abspann Bele und Lokai durch die Verschmelzung der Figuren Lenny und Carl sowie Lou und Eddie nachgestellt.
In Folge 1.24 (The Trouble with Truth) der Zeichentrickserie Justice League Action von 2011 gibt es eine Anspielung auf die Selbstzerstörungssequenz aus Bele jagt Lokai.